# 왕웨이중
왕웨이중(중국어: 王維中, 1992년 4월 25일 ~ )은 대만의 야구 선수로, 전 내셔널 리그 피츠버그 파이리츠의 투수이자, 현 CPBL 웨이취엔 드래곤스의 야구 선수이다. KBO 리그 외국인 선수 중 첫 타이완 출신 야구 선수이자, 2010년 오카모토 신야 이후 8년 만에 영입된 KBO 리그 역대 7번째 아시아 출신 외국인 선수이다. 그의 형은 중화 직업봉구 대연맹 타이강 호크스의 투수인 왕야오린이다.

## 아마추어 시절
2004년 리틀 야구 월드 시리즈에서 타이완 대표로 출전했다.

## 미국 프로야구 시절

### 피츠버그 파이리츠시절
2011년에 자유계약 선수 신분으로 입단하였다. 하지만 이후 구단에서 그가 토미 존 수술이 필요하다는 것을 알게 되자 구단은 이전 계약을 무효화하고 새로운 계약을 체결했다.

### 밀워키 브루어스시절
2013년 룰 5 드래프트에서 지명돼 입단하였다. 일반적으로 메이저리그의 첫 4년 동안 자동으로 룰 5 드래프트 대상자에서 제외되지만 그는 계약 무효화 때문에 예외적으로 룰 5 드래프트의 대상자로 허용됐다. 그는 경쟁 끝에 2014년 개막전 로스터에 포함됐다. 2014년 4월 14일 세인트루이스 카디널스와의 경기에 등판하며 데뷔했고, 경기에서 1이닝 1피안타 무실점을 기록했다.
2015년 6월 15일 밀워키 브루어스 산하 팀 중 어드밴스드-A 소속의 브러바드 카운티 매너티스로 강등됐다. 마이너리그에서 3시즌을 보낸 후, 2017년 7월 30일 트리플 A 팀인 콜로라도스프링스 스카이삭스에서 MLB로 승격됐다. 이후 2018년 1월 26일, KBO 리그에서 활동하고 싶다는 그의 의사를 반영하여 방출됐다.

## 한국 프로야구 시절

### NC 다이노스시절
2018년 1월 26일에 에릭 해커, 제프 맨쉽을 대체할 외국인 투수로 영입되었다. 2018년 3월 24일, 개막전에 선발 등판하여 LG 트윈스를 상대로 7이닝 동안 6피안타, 1볼넷, 6탈삼진, 1실점으로 개막전 승리 투수가 됐다. 그는 경기 후 인터뷰에서 MLB 첫 경기보다 더 긴장됐다고 했다.

## 미국 프로야구 복귀
2019년에 오클랜드 애슬레틱스와 마이너 계약을 하였다.

## 대만 프로야구 시절

### 웨이취엔 드래곤스시절
2020년에 개최된 CPBL 드래프트에 참가하여 2021년 시즌부터 대만 프로야구 1군에 참가하는 웨이취엔 드래곤스에 전체 1순위로 지명되었다. 또한 이때 웨이취엔과 5년 208만 달러에 계약하면서 CPBL 역대 최고액 계약 기록을 경신했다.

## 별명
이름에 '왕'이 들어가서 '왕서방'이라고 불린다.

## 상세 정보

### 개인 기록

#### 첫 기록

##### KBO
- 첫 등판·첫 선발·첫 승리 : 2018년 3월 24일, 대 LG 트윈스 1차전(마산종합운동장 야구장), 7이닝 1실점
- 첫 탈삼진 : 상동, 1회 초 박용택으로부터

##### MLB
- 첫 등판 : 2014년 4월 14일, 대 세인트루이스 카디널스 1차전(밀러 파크), 1이닝 무실점
- 첫 탈삼진 : 2014년 4월 27일, 대 시카고 컵스(밀러 파크), 9회 초 존 베이커로부터

## 연도별 투수 성적

### MLB
2019년에 복귀하였다.

### KBO
| 연 도          | 소 속          | 승 리 | 패 전 | 승 률 | 평 자 책 | 출 장 | 선 발 | 완 투 | 완 봉 | 세 이 브 | 홀 드 | 이 닝 | 피 안 타 | 피 홈 런 | 볼 넷 | 고 4 | 탈 삼 진 | 몸 맞 | 보 크 | 폭 투 | 실 점 | 자 책 | 타 자 수 | W H I P |
| -------------- | -------------- | ----- | ----- | ----- | -------- | ----- | ----- | ----- | ----- | -------- | ----- | ----- | -------- | -------- | ----- | ---- | -------- | ----- | ----- | ----- | ----- | ----- | -------- | ------- |
| 2018년         | NC             | 7     | 10    | 41.2  | 4.26     | 25    | 25    | 0     | 0     | 3        | 0     | 141.2 | 169      | 16       | 40    | 2    | 108      | 0     | 0     | 2     | 83    | 67    | 615      | 1.48    |
| KBO 통산 : 1년 | KBO 통산 : 1년 | 7     | 10    | 41.2  | 4.26     | 25    | 25    | 0     | 0     | 3        | 0     | 141.2 | 169      | 16       | 40    | 2    | 108      | 0     | 0     | 2     | 83    | 67    | 615      | 1.48    |